# Хусаинов, Магсум Шайгазамович
Магсум Шайгазамович Хусаинов (1911—1987) — советский партийный деятель, Герой Социалистического Труда.

## Биография
Родился 15 августа 1911 года в деревне Бал-Тамак, ныне Сармановского района Татарии в многодетной крестьянской семье.
Окончил школу-семилетку, затем — Елабужский педагогический техникум. После этого работал сельским учителем, был руководителем комсомольской организации в колхозе «Примерная молодежь», заведующим отделом и вторым секретарем Челнинского райкома ВЛКСМ, пропагандистом райкома партии.
С началом Великой Отечественной войны Хусаинов ушел добровольцем на фронт, но воевал только до 31 марта 1942 года, когда был тяжело ранен.
После госпиталя был комиссован и вернулся в Челны, где находился на партийной деятельности — работал заведующим отделом, заместителем председателя райисполкома, секретарем Челнинского райкома ВКП(б). В 1946 году был направлен на учебу в партийную школу, по окончании которой в 1950 году стал председателем Муслюмовского райисполкома и вскоре по рекомендации обкома КПСС избран первым секретарем Мензелинского райкома партии. В 1957 году Магсум Шайгазамович был специально направлен для улучшения дел в Муслюмовский район первым секретарем райкома КПСС. В 1962 году вновь вернулся и возглавил партийную организацию Мензелинского района и работал там первым секретарем до 1972 года. Затем вышел на пенсию.
Занимался и общественной деятельностью, был делегатом XXII съезда КПСС.
Умер 15 января 1987 года в Казани.

## Награды
- В 1966 году М. Ш. Хусаинову было присвоено звание Героя Социалистического Труда с вручением ордена Ленина.
- Также награждён медалями СССР.